# 王藍茵
王藍茵（1983年3月31日—），創作型女歌手，出生在馬來西亞森美蘭州芙蓉市。大學畢業後，曾經在廣告公司工作，後來辭職在「肋骨製作」學習編曲和音樂上的知識，也當過1年的民歌餐廳歌手。

## 音樂作品

### EP
- 2012年 《牽著時間私奔去!》

### 個人專輯
- 2014年 《失敗之作》
- 2017年 《自由青年》

### 個人單曲
- 2005年 《惡作劇》【《惡作劇之吻電視原聲帶》】片尾曲〈作詞、作曲、演唱〉
- 2006年 《如果的事》REMIX 版【《骨中作樂》合輯】〈作詞、作曲、演唱〉（與洪俐芩合唱）[1]
- 2007年 《乘風》【《想飛電視原聲帶》】〈作詞、作曲、演唱〉
- 2007年 《中間》【想飛電視原聲帶》】片尾曲（與陳威全合唱）
- 2007年 《如果只有斑馬線》〈作曲、演唱〉

### 詞曲創作
| 發表年份 | 發表人          | 歌曲             | 詞 | 曲 | 專輯                     | 備註                           |
| -------- | --------------- | ---------------- | -- | -- | ------------------------ | ------------------------------ |
| 2005     | 王藍茵          | 惡作劇           |    |    | 《惡作劇之吻》電視原聲帶 |                                |
| 2005     | 范瑋琪 & 張韶涵 | 如果的事         |    |    | 一比一                   |                                |
| 2006     | 林依晨          | 路尼亞戰記       |    |    | 不適用                   | 遊戲《路尼亞戰記》主題曲       |
| 2007     | 王藍茵          | 乘風             |    |    | 《想飛》電視原聲帶       |                                |
| 2007     | 卓文萱          | 自從遇見你       |    |    | 幸福氧氣                 |                                |
| 2012     | 王藍茵          | Sometimes        |    |    | 牽著時間私奔去!          |                                |
| 2012     | 王藍茵          | 分析             |    |    | 牽著時間私奔去!          |                                |
| 2012     | 王藍茵          | 我們             |    |    | 牽著時間私奔去!          |                                |
| 2012     | 王藍茵          | 一起穿越的時光   |    |    | 牽著時間私奔去!          |                                |
| 2012     | 王藍茵          | 手表             |    |    | 牽著時間私奔去!          |                                |
| 2012     | 梁靜茹          | 小愛情           |    |    | 愛久見人心               |                                |
| 2014     | 王藍茵 & 陳子超 | 失敗之作         |    |    | 失敗之作                 |                                |
| 2014     | 王藍茵          | 木椅             |    |    | 失敗之作                 |                                |
| 2014     | 王藍茵          | 阿信             |    |    | 失敗之作                 |                                |
| 2014     | 王藍茵          | 漂流教室         |    |    | 失敗之作                 |                                |
| 2014     | 王藍茵          | 扇耳光           |    |    | 失敗之作                 |                                |
| 2014     | 王藍茵          | 溫柔時刻         |    |    | 失敗之作                 |                                |
| 2014     | 王藍茵          | A Piece Of Fancy |    |    | 失敗之作                 |                                |
| 2014     | 王藍茵          | 當我離開你       |    |    | 失敗之作                 |                                |
| 2014     | 梁文音          | 戀人朋友         |    |    | 漫情歌                   |                                |
| 2015     | 郭采潔          | 沒有以後         |    |    | 愛造飛雞                 |                                |
| 2016     | 楊乃文          | 野蠻             |    |    | 離心力                   |                                |
| 2017     | 曾沛慈          | 粉筆和塗鴉       |    |    | 我愛你 以上              | 公視電視劇《長不大的爸爸》插曲 |

### 為他人創作單曲
- 《王子》【《新樂兵》合輯】〈作詞、作曲〉
- 洪俐芩《明信片》【《骨中作樂》合輯】〈作詞、作曲〉
- 凌菱《我看著你也看著我》〈作詞、作曲〉

## 獎項紀錄
- 2006年 馬來西亞娛協獎《十大原創歌曲獎》（國際組）：范瑋琪＆張韶涵『如果的事』 王藍茵（詞曲）
- 2006年 馬來西亞娛協獎《最佳原創金曲獎>（國際）：王藍茵『如果的事』
- 2006年 馬來西亞娛協獎《特別推薦獎》：王藍茵
- 2012年 馬來西亞娛協獎《十大原創歌曲獎》（本地組）：陳慧恬『管理時間的人』詞：王藍茵 曲：饒善強
- 2015年 馬來西亞娛協獎《十大原創歌曲獎》（本地組）：王藍茵＆陳子超『失敗之作』王藍茵（詞曲）
- 2015年 第八屆 Freshmusic Awards《年度10大單曲》：王藍茵＆陳子超『失敗之作』

## 外部連結
- 王藍茵的Instagram
- 王藍茵的萬花筒 （页面存档备份，存于）
- 王藍茵官方Facebook